# Elva (stad in Estland)
Elva (Estisch: Elva linn) is een stad in de Estische provincie Tartumaa. De stad telt 5692 inwoners (2024) en heeft een oppervlakte van 9,9 km². Ze maakt sinds oktober 2017 deel uit van de gemeente Elva; voor die tijd was ze een aparte stadsgemeente.
Elva ontstond rond een station aan de in 1889 aangelegde spoorlijn tussen Tartu en Valga, dat was genoemd naar de gelijknamige rivier. In 1923 kreeg de plaats de status van alev (grote vlek) en in 1938 stadsrechten. Elva was inmiddels een geliefde toeristenplaats en een officieel kuuroord, waar ook veel prominente kunstenaars zich ophielden. Wetenschappers van de universiteit van Tartu brachten er de zomer door.

## Omgeving

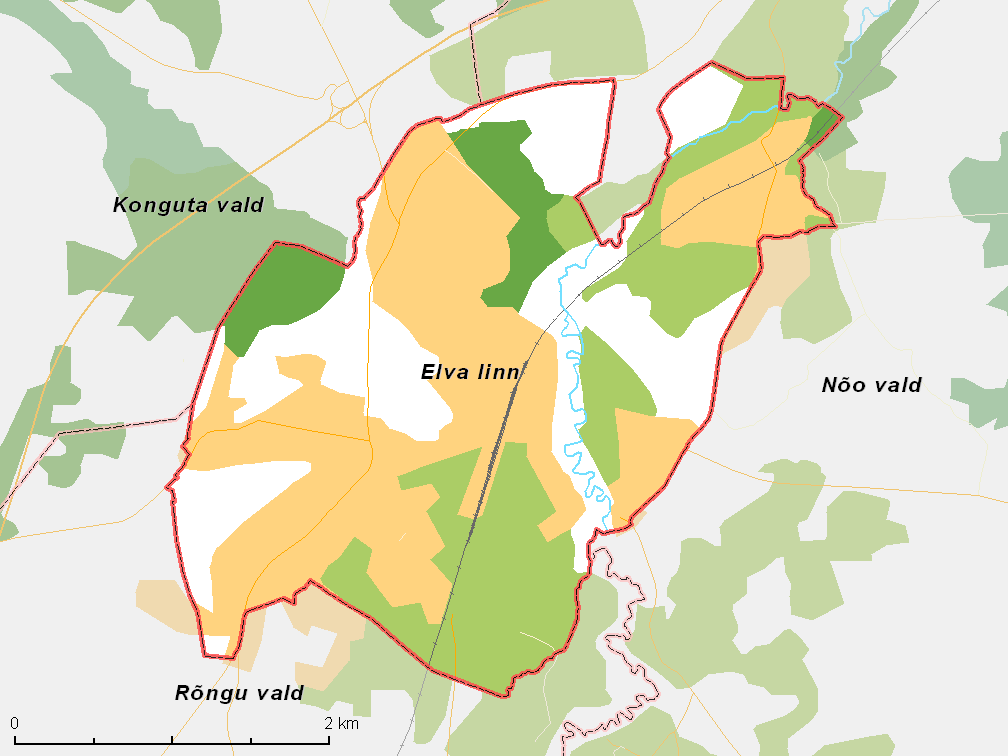
De stadsgemeente met omliggende gemeenten, situatie begn 2017

## Sport
Elva is de thuishaven van voetbalclub FC Elva.

## Geboren
- Kalle Kriit (1983), wielrenner
- Kerli Kõiv (1987), zangeres

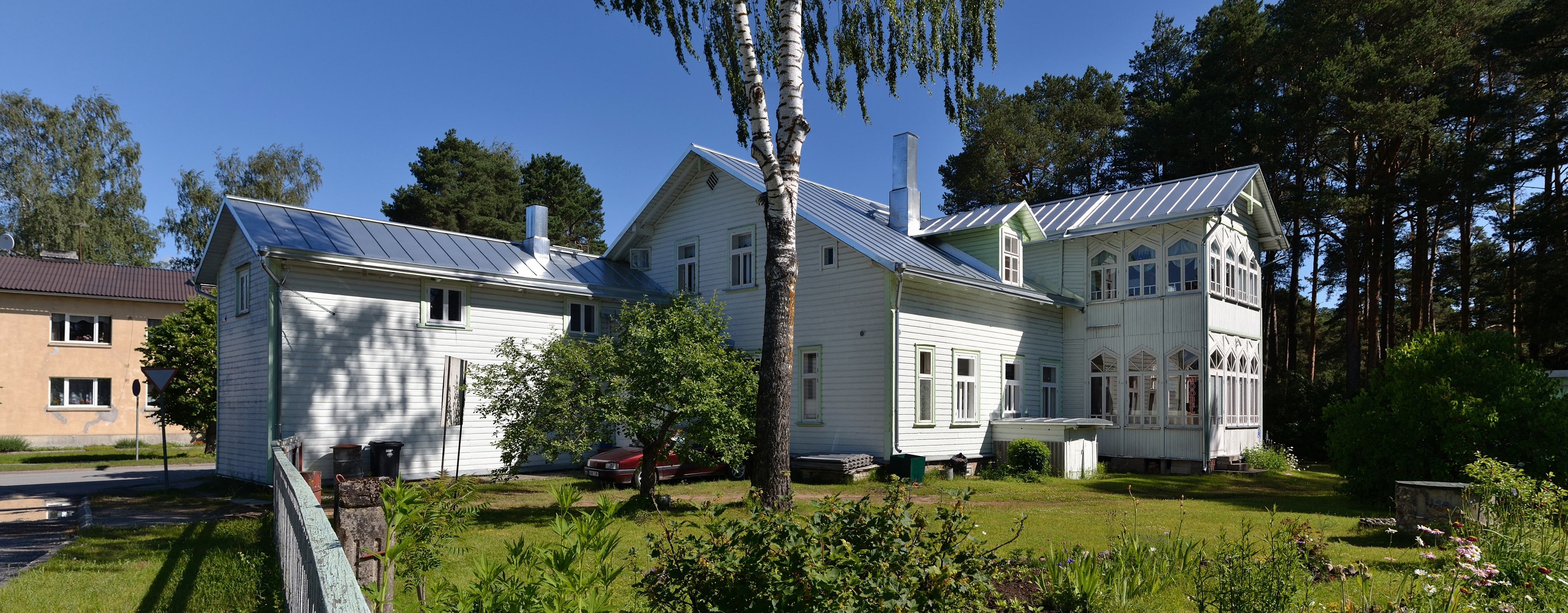
Apotheek in Elva
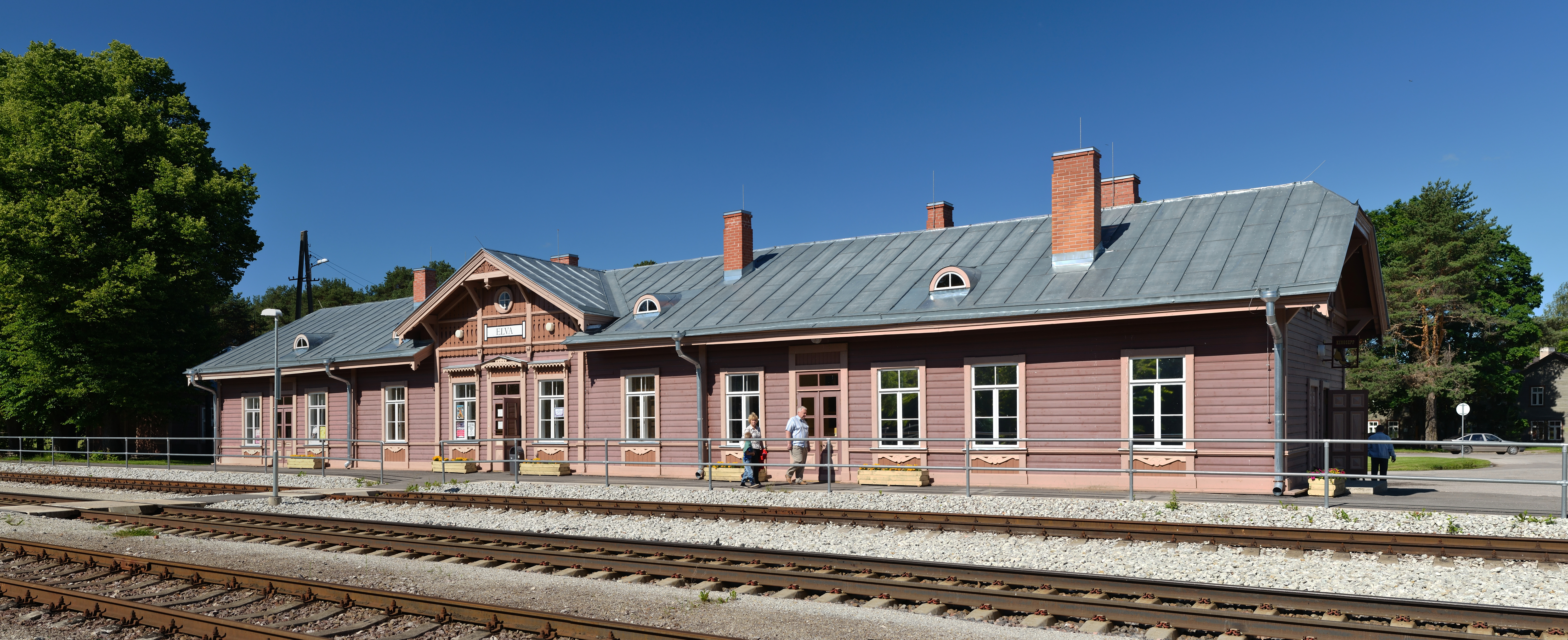
Het station van Elva
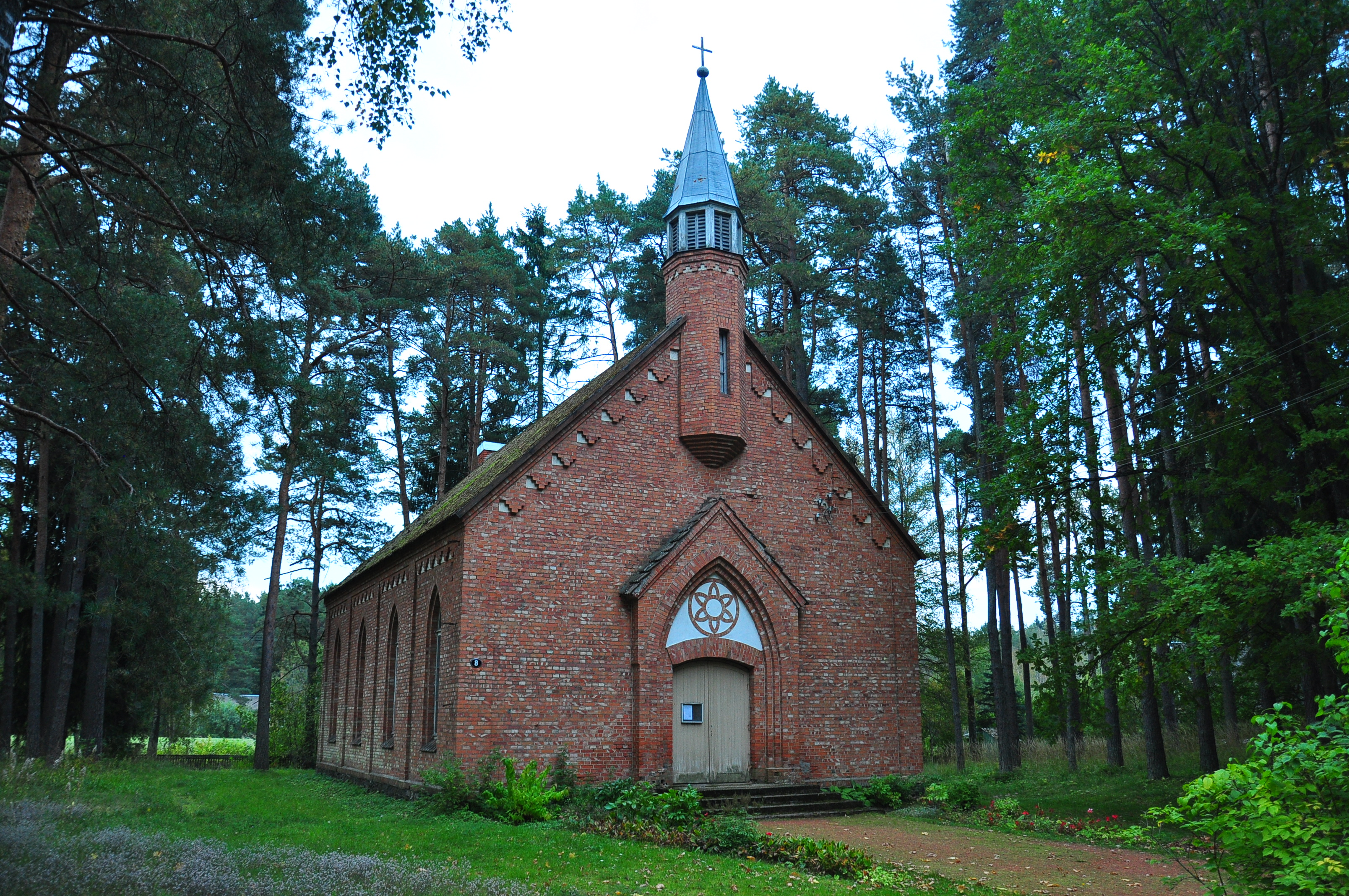
De kerk van Elva

- Bibliothèque nationale de France: cb13562726s (data)
- MusicBrainz: 2bb7a7fb-658e-44dd-a17c-e9dea7b4d25b
- Virtual International Authority File: 142030366